# Den store barnedåpen (film)
Den store barnedåpen è un film del 1931, diretto da Tancred Ibsen e Einar Sissener, che ne è anche l'interprete principale.

## Trama
Il giovane Harald viene ospitato in casa di Petra e Alvilde, e si occupa delle faccende domestiche. Alvilde, operaia in un'industria tessile, partorisce un bambino, figlio del volubile marinaio Hans, mentre questi, in viaggio, viene creduto morto in un naufragio. Harald allora si prende cura con successo del neonato, al quale Evensen, uomo di chiesa fidanzato di Astrid, la figlia del pastore, rifiuta di impartire il battesimo, in quanto il piccolo, figlio di genitori non sposati, risulterebbe "illegittimo".
Hans, inaspettatamente, fa ritorno, ma si rifiuta di assumere le proprie responsabilità paterne, anche dopo che fra lui e Harald si viene ad uno scontro fisico. Harald, in seguito a questo episodio, si stupisce della propria forza, e si convince, contrariamente alla sua precedente credenza, di essere in grado di trovare un lavoro all'infuori delle mura domestiche. Harald svolge quindi l'attività di giardiniere, sempre portando con sé il bambino, e Alvilde comincia ad affezionarglisi, finendo col chiedergli di sposarla.
Mentre una serie di predicatori di svariate correnti religiose cristiane cercano di accattivarsi le simpatie della coppia e di Petra, Harald e Alvilde si sposano nella chiesa del padre di Astrid, dove si svolge finalmente anche la cerimonia del battesimo del piccolo.	

## Produzione
Den store barnedåpen è stato il primo film sonoro norvegese, nonché l'opera di debutto del regista Tancred Ibsen e la prima realizzazione cinematografica di un'opera di Oskar Braaten (il lavoro teatrale omonimo). Gli attori vennero scelti fra quanti stavano partecipando all'allestimento della commedia di Braaten al Nationaltheatret di Oslo.
Per la realizzazione del film si disponeva di un budget limitato, e le riprese furono effettuate in condizioni non sempre favorevoli, tuttavia si riuscirono a sperimentare in esso nuove tecniche cinematografiche che rappresentavano un significativo passo avanti nel cinema del paese. Il film inaugurò un'età dell'oro del cinema norvegese, alla quale appartengono altri film di Ibsen quali Fant (1937) e Gjest Baardsen (1939).
Den store barnedåpen è ambientato a Oslo ed è il primo film norvegese a mostrare le condizioni di lavoro nelle fabbriche del paese, in palese contrasto con le produzioni coeve, fra le quali predominavano opere dal sapore melodrammatico.

## Distribuzione
Il film è uscito nelle sale cinematografiche il 26 dicembre 1931, al Cirkus Verdensteater di Oslo.
Den store barnedåpen è stato restaurato nel 2007 ed edito in DVD nel 2009 a cura del Norsk filminstitutt.